# Thiago Seyboth Wild
Thiago Seyboth Wild (født 10. marts 2000 i Marechal Cândido Rondon, Brasilien) er en mandlig professionel tennisspiller fra Brasilien.